# FDD3000

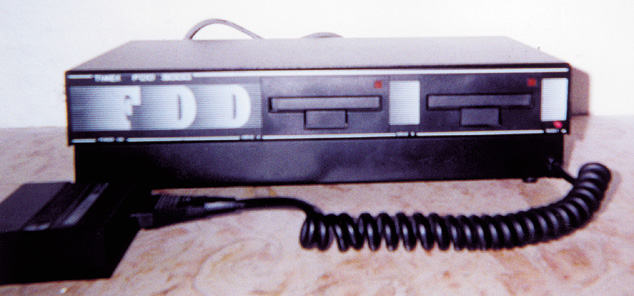
Stacja dyskietek (stacja dysków) Timex FDD3000

FDD3000 – kontroler stacji dyskietek firmy Timex opracowany pierwotnie jako rozszerzenie komputerów Timex Computer 2048, Timex Sinclair 2068 oraz modeli z rodziny ZX Spectrum. Kontroler mógł współpracować również ze specjalnie opracowanym dla niego systemem Timex Terminal 3000 (TT3000).

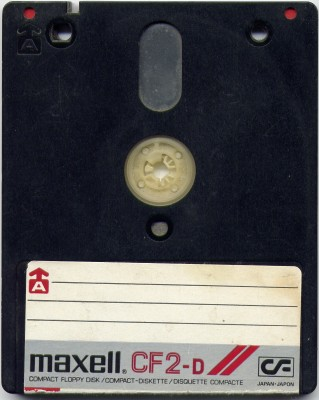
dyskietka standardu 3"

## Wygląd
Stacja FDD3000 składała się z dwóch elementów: właściwej stacji dysków oraz interfejsu podłączanego do szyny krawędziowej komputera – oba łączone były elastycznym kablem przypominającym wyglądem kabel słuchawki telefonicznej.
Urządzenie posiadało czarną, solidną, metalową obudowę w której można było zamontować najwyżej dwa napędy 3″. Wbudowany zasilacz ze znacznym zapasem mocy był zdolny zasilić dodatkowo dwa zewnętrzne napędy.

## Możliwości
Kontroler (WD 1770 – ten sam co w IBM PC/XT) umożliwiał obsługę maksymalnie czterech napędów. Z tyłu znajdowały się ponadto złącza monitora oraz portów RS-232 (pracujące w trybie simplex).
Możliwe było także podłączanie napędów 5¼″ oraz 3½″, jednakże dyskietki odczytywane były jednostronnie, należało więc przełożyć dyskietkę w napędzie (tylko 5¼″) lub wyposażyć go w przełącznik stron (wyjątkowo proste rozwiązanie „domowe” sprowadzało się do przerwania jednej ze ścieżek i przylutowania przełącznika do dwóch przewodów).
Całość rozwiązania była, jak na owe czasy, bardzo nowoczesna – użytkownik miał możliwość pracy w zaawansowanym środowisku, jakim był CP/M, lub korzystanie z Sinclair BASICa rozszerzonego o dodatkowe rozkazy obsługi stacji dysków.

## Dane techniczne
Występowały dwie wersje FDD3000:
- wykorzystująca dedykowane układy (tzw. EFGJ)
- oparta na standardowych układach TTL oraz logice programowalnej PAL

Ważną cechą wersji TTL dla zwykłego użytkownika była niższa wrażliwość na uszkodzenia – w tym elektrostatyczne.
FDD3000 posiadała własny procesor Z80A 4 MHz i 64 KiB pamięci RAM, na którym uruchamiany był niezależny od głównego komputera system operacyjny TOS (firmy Timex), jeśli wykorzystywany był Sinclair BASIC, bądź CP/M.
Komunikacja FDD3000 z komputerem odbywała się za pomocą specjalnego interfejsu wyposażonego m.in. fabrycznie w 8 KiB ROM i 1 KiB (rozszerzalne poprzez wymianę układu scalonego SRAM do 8 KiB) statycznej pamięci RAM. Jego wąskim gardłem był sam sposób transmisji danych, który odbywał się za pomocą 4-bitowej magistrali w trybie pełnego dupleksu.

### TOS
Uruchomieniu systemu operacyjnego stacji dysków towarzyszyło uaktywnienie rozszerzenia ROM ZX Spectrum zawartego w pamięci ROM interfejsu (pamięć SRAM pełniła funkcję bufora podczas przesyłania danych ze stacji do komputera oraz przechowywała dodatkowe zmienne systemowe rozszerzenia). Było to możliwe dzięki jednej z linii sterujących szyny systemowej ZX Spectrum, która pozwalała na podmianę wbudowanego ROM-u na zewnętrzną pamięć, umożliwiając w ten sposób rozbudowę BASICa o dodatkowe rozkazy.
TOS (ang. Timex Operating System) w wersji A.2 zapewniał obsługę dodatkowych poleceń oraz błędów związanych z obsługą stacji dyskietek, a w wersji A.4 udostępniał również wygodne GUI z dodatkowymi narzędziami, takimi jak kopiowanie dysków i kaset. Komunikacja pomiędzy napędami dyskietek odbywała się z pominięciem głównego procesora ZX Spectrum, co pozwalało na uzyskiwanie bardzo wysokich prędkości transmisji przy kopiowaniu plików z jednego napędu na drugi.

### CP/M
System CP/M do swego działania potrzebował pamięci RAM adresowanej od adresu 0x0000, zaś w mapie pamięci ZX Spectrum pierwsze 16 KiB zajmowała pamięć ROM, następne 6 KiB pamięć ekranu i zmienne systemowe. Dlatego w przypadku uruchomienia tego systemu kontroler stacji dysków przejmował funkcję głównego procesora sprowadzając w ten sposób komputer do roli inteligentnego terminala (należało uruchomić na nim specjalny program obsługi terminala). Choć FDD3000 była rozszerzeniem komputera, pomysł nie powodował większych spowolnień i komplikacji, gdyż z punktu widzenia pojemności pamięci i mocy obliczeniowej FDD3000 posiadała możliwości porównywalne z ZX Spectrum – większa ilość RAM odświeżana w całości przez procesor (w zależności od modelu komputera) i szybszy procesor nawet o 0,5 MHz (prawie 15%). W ZX Spectrum pierwsze 16 KiB RAM (przestrzeń adresowa 16384–32767) odświeżane było wolniej w związku z zadaniami związanymi z generowaniem obrazu przez układ ULA (był to obszar dostępny dla obu układów, który wymagał synchronizacji między nimi).